# What Do You Want from Me?
What Do You Want from Me? is een nummer uit 1997 van de Britse band Monaco, de band van New Order-bassist Peter Hook. Het is de eerste single van hun debuutalbum Music for pleasure.
Het nummer is in de stijl van de new wavemuziek uit de jaren '80. Het gaat over Hooks mislukte relatie met de comédienne Caroline Aherne. "What Do You Want from Me?" bereikte de 11e positie in het Verenigd Koninkrijk. In Nederland haalde het nummer de 5e positie in de Tipparade, en in Vlaanderen de 18e positie in de Tipparade.